# Tim Brümmendorf
Tim Henrik Brümmendorf (* 1966 in Stuttgart) ist ein deutscher Onkologe und Hämatologe am Universitätsklinikum Aachen, Autor sowie Professor an der RWTH Aachen. Brümmendorf ist am Klinikum Direktor der Klinik für Hämatologie und Onkologie (Medizinische Klinik IV).
Er studierte in Heidelberg und Hamburg Medizin. Am Universitätsklinikum Tübingen begann er die klinische Ausbildung. Danach ging er zwei Jahre als Stipendiat der Deutschen Forschungsgemeinschaft nach Vancouver in Kanada. 2004 folgte die Habilitation in Tübingen. Ein Jahr später wechselte er zum Universitätsklinikum Hamburg-Eppendorf. Dort baute er das Universitäre Cancer Center Hamburg (UCCH) auf. Hierbei handelt es sich um ein onkologisches Zentrum. Es wurde von der Deutschen Krebshilfe als Spitzenzentrum ausgezeichnet.
Seit 2009 arbeitet Brümmendorf am Uniklinikum Aachen. Dort baut er das Euregionale comprehensive Cancer Center Aachen (ECCA) auf und forscht weiterhin am Krebs.
Brümmendorf ist verheiratet und hat drei Kinder.